# Брзобогаты, Радослав
Радослав Брзобогаты (чеш. Radoslav Brzobohatý; 13 сентября 1932, Врутки — 12 сентября 2012, Прага) — чешский и чехословацкий актёр театра, кино и телевидения, драматург, театральный деятель. Заслуженный артист ЧССР (1988).

## Биография
В 1954 году окончил Театральный факультет Академии музыкальных искусств в Праге. Выступал на сценах областных театров, в том числе в Пршибраме, Мосте, Оломоуце. В 1962 году переехал в Прагу, где поступил в Театр С. К. Ноймана (Divadlo pod Palmovkou). С 1967 года артист Театра на Виноградах, где играл более 30 лет.
Снимался в кино. Сыграл в 181 кино-, телефильмах и ТВ сериалах.
В 2004 году вместе со своей женой основал в Праге «Театр Радека Брзобогаты».
Страдал от сердечно-сосудистого заболевания и умер 12 сентября 2012 года в Праге из-за разрыва аневризмы брюшной аорты. Похоронен на Вышеградском кладбище.

## Избранная фильмография
- 2012 — Двенадцать месяцев — декабрь
- 2010 — Легенда о летающем Киприане — Петр
- 2008 — Резолюция 819 — свидетель
- 1999 — Принцесса Римини
- 1993 — Семеро воронов — отец
- 1993 — Арабелла возвращается, или Румбурак Король сказки
- 1990 — Попутчик — отец
- 1988 — Проклятие дома Хайн
- 1988 — Ангел искушает дьявола
- 1985 — Скальпель, пожалуйста — доцент Кртек
- 1985 — Конец одиночества фермы Берхоф
- 1983 — Встреча с тенями
- 1983 — Ангел с дьяволом внутри
- 1982 — Мрачное солнце — Прокоп
- 1980 — Тайм-аут
- 1980 — Тёмное солнце
- 1979 — Принц и Вечерняя Звезда — Мракомор
- 1974 — 1979 — Тридцать случаев майора Земана
- 1974 — День, который не умрёт — Риттер, оберштурмфюрер СС
- 1972 — Подозрение — Храстек, капитан
- 1971 — Палач не может ждать
- 1970 — Ухо — Людвик
- 1970 — Пропавшие банкноты — Ленк
- 1969 — Жираф в окне
- 1969 — Я убил Эйнштейна, господа — профессор Роберт Грант
- 1968 — Марафон — капитан Шабатка
- 1968 — Все добрые земляки — Франтишек
- 1967 — Фонарь
- 1967 — Дом потерянных душ / Dům ztracených duší — доктор Ян Коларж
- 1966 — Дама на рельсах — Вацлав Куцера
- 1965 — Школа грешников
- 1965 — Свадьба с условием
- 1964 — Покушение — Адольф Опалка
- 1964 — Звезда по имени Полынь — Станислав Водичка
- 1963 — Страх — Варга, помощник Калаша
- 1963 — Время ягод
- 1960 — Белая пряжка — водитель Ян Некола